# Vụ va chạm trên không tại Überlingen năm 2002
Vào ngày 1 tháng 7 năm 2002, Chuyến bay 2937 của BAL Bashkirian Airlines, một máy bay chở khách Tupolev Tu-154 và Chuyến bay 611 của DHL International Aviation ME, một máy bay chở hàng Boeing 757, đã va chạm giữa không trung tại Überlingen, một thị trấn miền nam nước Đức nằm trên Hồ Constance, gần Biên giới Thụy Sĩ. Tất cả hành khách và phi hành đoàn trên cả hai máy bay đều thiệt mạng, nâng tổng số người thiệt mạng lên 71 người.
Cuộc điều tra chính thức của Cục điều tra tai nạn máy bay liên bang Đức (Tiếng Đức:Bundesstelle für Flugunfalluntersuchung-BFU) đã xác định nguyên nhân chính của vụ va chạm là do một số thiếu sót từ phía Thụy Sĩ do kiểm soát không lưu (ATC) phụ trách lĩnh vực liên quan, cũng như sự mơ hồ trong các quy trình liên quan đến việc sử dụng hệ thống cảnh báo va chạm máy bay (TCAS) trên máy bay.:110
Vào ngày 24 tháng 2 năm 2004, Peter Nielsen, nhân viên kiểm soát không lưu đang làm nhiệm vụ tại thời điểm xảy ra vụ va chạm, đã bị sát hại trong một hành động trả thù rõ ràng của Vitaly Kaloyev, một kiến trúc sư người Nga có vợ và hai con đã chết trong vụ tai nạn.

## Hồ sơ

### Máy bay Tupolev và phi hành đoàn
Chuyến bay BTC2937 của BAL Bashkirian Airlines là một chuyến bay thuê bao từ Moscow, Nga đến Barcelona, Tây Ban Nha, chở 60 hành khách và 9 phi hành đoàn.  46 hành khách là các học sinh người Nga từ thành phố Ufa, Bashkortostan, trong một chuyến đi tham quan do Ủy ban UNESCO địa phương tổ chức đến bãi biển Costa Daurada của Catalonia. Hầu hết phụ huynh của các em là những quan chức cấp cao ở Bashkortostan.  Một trong số những người cha đó là người đứng đầu Ủy ban UNESCO địa phương.  Họ đã đi tàu đêm đến Moscow và đến nơi vào ngày 29 tháng 6, sau đó, do tài xế vô tình đưa họ đến nhầm sân bay, những hành khách đã bỏ lỡ chuyến bay ban đầu. Tất cả đã ở lại thành phố trong 2 ngày cho đến ngày 1 tháng 7 khi một chuyến bay thuê bao được sắp xếp. Chuyến bay 2937 khởi hành từ sân bay quốc tế Domodedovo lúc 22:48 giờ Moscow (18:48 UTC) đến Sân bay Quốc tế Barcelona (nay là sân bay Barcelona–El Prat)
Chiếc máy bay khai thác chuyến bay 2937 một chiếc Tupolev Tu-154M được sản xuất vào năm 1995 với số đăng ký là RA-85816, được giao mới cho BAL Bashkirian Airlines trước khi được bán cho Transeuropean Airlines vào năm 1998. Máy bay một lần nữa được bán lại cho Shaheen Air năm 1999, trước khi quay trở lại hoạt động cho BAL Bashkirian Airlines vào tháng 1 năm 2002
Chuyến bay được điều khiển bởi các phi công người Nga giàu kinh nghiệm: Cơ trưởng là Alexander Mikhailovich Gross, 52 tuổi. Ông đã có hơn 12.000 giờ bay (bao gồm 4.918 giờ trên Tu-154) trong hồ sơ của mình. Cơ phó là Oleg Pavlovich Grigoriev, 40 tuổi. Ông đã có 8.500 giờ kinh nghiệm bay (với 4.317 giờ trên TU-154) và nhiệm vụ của ông là đánh giá hiệu suất của cơ trưởng Gross trong suốt chuyến bay.
Trên máy bay còn có một phi công phụ là Murat Akhatovich Itkulov, 41 tuổi, với gần 7,900 giờ bay (với 4,181 giờ trên Tu-154); một điều hướng viên là Sergei Gennadyevich Kharlov, 50 tuổi với gần 13.000 giờ bay (bao gồm 4,161 giờ trên Tu-154); một kỹ sư bay Oleg Irikovich Valeev, 37 tuổi, với 4.200 giờ bay (tất cả đều trên Tu-154), đã tham gia cùng với ba phi công trong buồng lái.

### Máy bay Boeing và phi hành đoàn
Máy bay khai thác chuyến bay 611 của DHL International Aviation ME là một chiếc Boeing 757-23APF được sản xuất năm 1990 và ban đầu được giao cho Zambia Airways với số đăng ký 9J-AFO trước khi được bán cho Gulf Air với số đăng ký VH-AWE vào cuối năm 1993. Sau đó, nó được bán cho SNAS Aviation vào năm 1996 với đăng ký cũ. Chiếc máy bay sau đó được bán cho European Air Transport với số đăng ký mới là OO-DLK vào năm 2000 cho đến năm 2002, trước khi được bán một lần nữa cho DHL International và được đăng ký lại là A9C-DHL. Chuyến bay được điều khiển bởi hai phi công làm việc tại Bahrain. Cơ trưởng người Anh Paul Phillips, 47 tuổi, và cơ phó người Canada Brant Campioni, 34 tuổi, người phải bay chặng thứ hai của chuyến bay.
Cả hai phi công đều rất giàu kinh nghiệm — Phillips đã có gần 12.000 giờ bay (bao gồm 4.145 giờ trên chiếc 757) và Campioni đã tích lũy được hơn 6.600 giờ bay, với 176 giờ trong số đó trên Boeing 757. Campioni trước đây cũng từng là học viên sĩ quan không quân và hạ sĩ trong Quân đội Công binh Canada. Vào thời điểm xảy ra tai nạn, chiếc máy bay đang trên đường từ sân bay quốc tế Bahrain ở Manama, Bahrain, đến sân bay Brussels ở Brussels, Bỉ, với một điểm dừng tại sân bay Orio al Serio ở Bergamo, Ý, và khởi hành từ Bergamo lúc 23:06 CEST (21:06 UTC).